# 安特诺尔
安特诺尔（英語：Antenor），约活动于公元前6世纪前后。古希腊雅典雕刻家之一，他曾雕刻了刺杀僭主的雅典英雄人像。这些雕刻在希波战争时期被入侵古希腊的波斯帝国君主薛西斯一世所掠夺，他的其他作品亦已发现。

## 扩展阅读
- Horace, Epp. i. 2. 9.
- Livy i. 1.
- Pindar, Pythia, v. 83.
- Pausanias, 1.8.5
- E. A Gardner's Handbook of Greek Sculpture, i. p. 182.
- 本条目包含来自公有领域出版物的文本: Chisholm, Hugh (编).  (第11版). London: Cambridge University Press. 1911.